# 庫桑 (馬里)
庫桑（法語：Koussan），是馬里的城鎮，位於該國南部，由錫卡索區的揚福利拉省負責管轄，面積1,457平方公里，海拔高度304米，2009年人口10,178，人口密度每平方公里7.0人。